# Droga I/74 (Słowacja)
Droga I/74 (słow. Cesta I/74) – droga krajowa I kategorii we wschodniej Słowacji. Arteria zaczyna się na skrzyżowaniu z drogą nr 18 w miasteczku Strážske. Jednojezdniowa trasa prowadzi dalej przez Humenné i miasto Snina do przejścia granicznego z Ukrainą.